# 日光川上流浄化センター

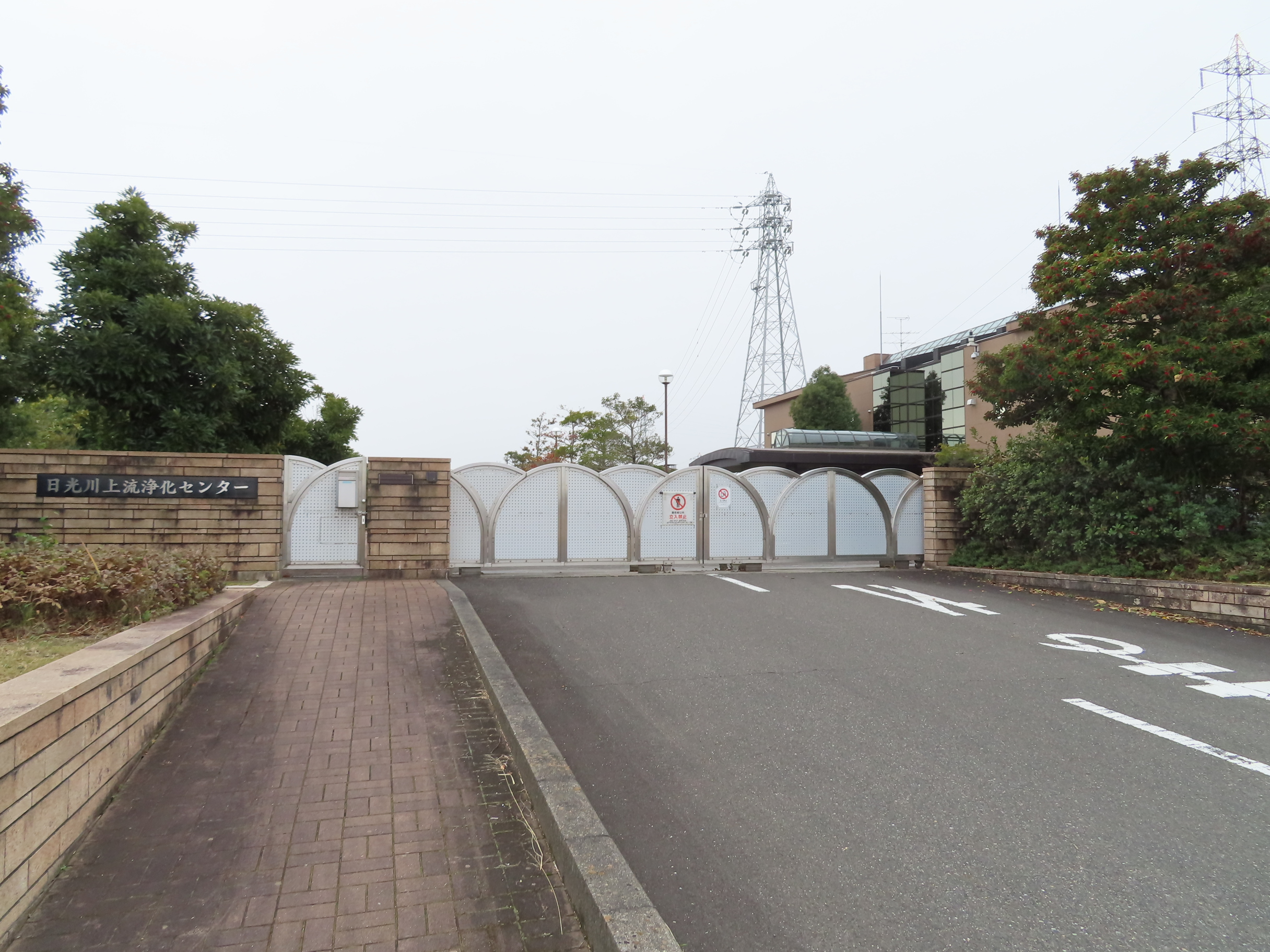
外観（2021年12月）

日光川上流浄化センター（にっこうがわじょうりゅうじょうかセンター）は、愛知県稲沢市にある、愛知県建築部下水道課の下水処理施設である。

## 概要
一宮市と稲沢市の汚水を処理している。敷地面積は144,900平方メートル。1日あたり184,300平方メートルの下水処理能力を持つ。放流先は日光川（BOD10mg/ℓ以下）。
愛知県下水道科学館が隣接する。

## 沿革
日光川上流流域下水道が、稲沢市始め3市3町（現在の一宮市と稲沢市の市域）を対象として、1989年11月に都市計画決定した。1990年に事業着手する。2000年4月1日に供用開始したことに伴い、日光川上流浄化センターも供用開始された。

## 所在地
- 稲沢市儀長町折戸橋201－5

## アクセス
- 名鉄尾西線・上丸渕駅から約2.5km（徒歩：約30分前後、車：約10分弱）
- 国道155号
- 西尾張中央道